# Panoa
Panoa is een geslacht van spinnen uit de  familie van de Desidae.

## Soorten
- Panoa contorta Forster, 1970
- Panoa fiordensis Forster, 1970
- Panoa mora Forster, 1970
- Panoa tapanuiensis Forster, 1970